# ヘルマン・クリーベル

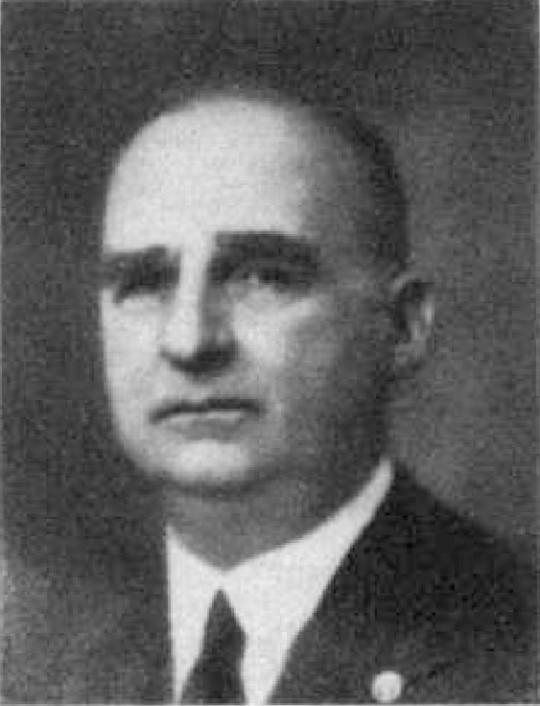
クリーベル（1938年頃？）

ヘルマン・カール・テオドール・クリーベル（ドイツ語: Hermann Karl Theodor Kriebel、1876年1月20日 - 1941年2月16日）は、ドイツの軍人、政治家、外交官。アドルフ・ヒトラーの古い同志で、ミュンヘン一揆の首謀者の一人である。

## 経歴

### 軍人
バイエルン王国軍少将カール・クリーベルの息子として、プファルツ地方ゲルマースハイムに生まれる。弟カール（de:Karl Kriebel (General der Infanterie)）はのちにドイツ国防軍で歩兵大将になった。ノイ＝ウルムとミュンヘンの国民学校で学んだ後、王立ギムナジウムやメッツの学校を経て、1888年にバイエルン士官学校に入学した。ついでミュンヘン大学で歴史学の勉強を始めたが、軍人への道を選びバイエルン陸軍士官学校に転じ、1894年にバイエルン第1「国王」歩兵連隊に入営した。1896年に少尉に昇進。
1900年にドイツ帝国海軍に移籍し、第II海兵大隊に配属される。直後に義和団の乱鎮圧のため清に派遣され、1901年まで駐留した。1901年にバイエルン第1歩兵連隊に復帰。1904年から1907年までバイエルン軍事大学で学び、1906年に著した論文「19世紀前半の歴史的経験に鑑みた、内乱への対処について」で高い評価を受けた。1908年から1910年まで、バイエルン王国参謀本部に勤務。1910年から1912年まで、ドイツ帝国参謀本部に転属した。1912年にバイエルン王国第22歩兵連隊で中隊長。
1914年8月に第一次世界大戦が勃発すると、中隊を率いてフランスに侵攻した。1915年から1916年はバイエルン第8後備歩兵師団で主席参謀を務め、1916年から翌年にかけてはバイエルン第XV後備軍団参謀となった。ついでエーリッヒ・ルーデンドルフ参謀次長の陸軍最高司令部で参謀となり、バート・クロイツナッハ（のちスパに移転）の大本営に勤務した。1917年10月から1918年2月まで軍事部長を務め、ルーデンドルフが保守・右派政治家を利用していかにして軍部による政治支配を確立するのかを目の当たりにした。
1918年11月にコンピエーニュ休戦協定が成立すると、ドイツ側休戦委員の一員として少佐のクリーベルは参謀次長代理およびバイエルン代表を務め、1919年7月のヴェルサイユ条約締結まで在任した。連合国側代表に向かって「20年後にまた会おう！」と言い放ったといわれ、ナチス・ドイツ時代にはその言葉がよく引用された。1920年に依願退官し、1921年に退役中佐の称号を得た。

### 義勇軍とミュンヘン一揆
1919年以後、ミュンヘン・レーテ共和国崩壊後に設立されたバイエルン民兵団の活動に関与するようになる。民兵団から反ボリシェヴィキ的義勇軍が成立する。1919年10月よりバイエルン民兵団協会の参謀長となり、1920年3月のバイエルン州首相ヨハネス・ホフマンの辞任に関与した。1920年3月にはエッシャリッヒ団参謀長になるが、1922年にゲオルク・エッシャリッヒと訣別し、民兵組織を通じてアドルフ・ヒトラーと接触を持つようになった。ヒトラーとの仲介役であるエルンスト・レームの主導により、1923年2月に祖国戦闘団協会が設立され、クリーベルはその軍事組織の指導者となった。
義勇兵組織に政治性を持たせたいヒトラーは、クリーベル率いる軍事組織の扱いに苦慮した。レーム率いる突撃隊やクリーベルの義勇軍、そして軍部への影響力を失うことを恐れた。一方バイエルン州首相オイゲン・フォン・クニリングは左派同様、クリーベル率いる右派軍事組織を危険視するようになり、1922年に制定された共和国防護法をバイエルンにも適用することを決定した。以後クリーベルはクーデターを起こして「ベルリンに進軍」することを主張するようになる。ヒトラーらが計画した左派によるメーデー集会打倒が軍部の反対で取りやめになると、クリーベルはヒトラーの優柔不断を批判し行動を要求した。クリーベルは10月にバイエルンの北部州境を守るよう動員令を発し、内戦に備えた。これは表向きテューリンゲン州のアウグスト・フレーリッヒ (de:August Frölich)率いる左派政権に対するものだったが、事実上バイエルン州内の政敵に対する圧力であった。
1923年9月、民兵団からドイツ闘争連盟 (Kampfbund) が組織され、クリーベルが軍事指導者となった。ヒトラーはその政治指導者に就任した。クリーベルはヒトラー、ルーデンドルフらと共にミュンヘン一揆を計画し、最後の会議はクリーベルの自宅で行われた。11月9日、一揆はミュンヘン市内のフェルトヘルンハレに向かい行進を開始した。政治独裁を目指すヒトラーと違い、クリーベルやルーデンドルフらは反共・反社会主義の保守的な軍事政権樹立を目指していた。クリーベルにとってヒトラーは宣伝役に過ぎなかったのである。しかし一揆は失敗し、ルーデンドルフやヒトラーは逮捕された。クリーベルは逃亡したが、1924年1月に自首した。

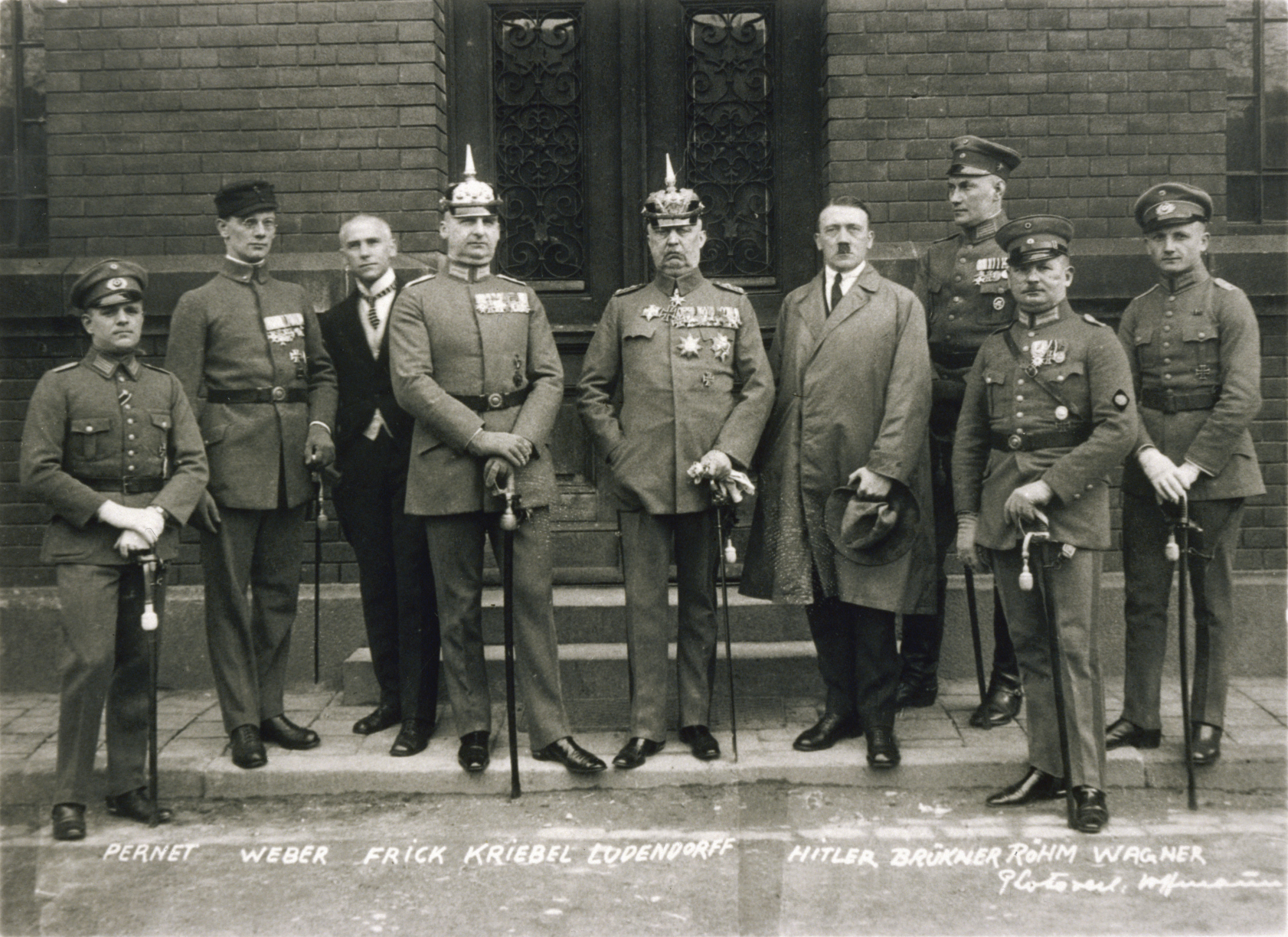
裁判を終えたルーデンドルフ（中央）、ヒトラー、クリーベル（ルーデンドルフ左側の軍服の人物）ら（1924年）

1924年2月の裁判でクリーベルらは国家反逆罪で起訴され、4月の判決ではルーデンドルフはかつての戦功に免じて無罪、ヒトラーやクリーベルらは懲役5年の軽い判決が下され、ランツベルク刑務所に収容された。クリーベルは1924年5月の国会議会選挙にナチ党が禁止されたのちに結成された国家社会主義自由運動から出馬して当選したが、獄中のため議員になることはできなかった。クリーベルやヒトラーに対してはすぐに恩赦が検討され、10月に釈放されることになったが、ヒトラーが母国オーストリアへの国外追放を拒否したため12月に延期になった。
釈放後のクリーベルはヒトラーの要請によりナチ党機関紙『フェルキッシャー・ベオバハター』の軍事面を担当していたが、1926年に荘園管理人としてケルンテン州に隠棲した。しかしその地でも義勇軍活動に関わっていた。

### 中華民国顧問
1929年、クリーベルは参謀本部時代の旧知であるマックス・バウアー大佐の代理として中国に赴き、中独合作の一環として蔣介石の中国国民党政府の軍事・経済・政治顧問に就任した。バウアーが同年5月に急死すると、クリーベルはその後任に就任した。しかし蔣介石との対立や在中国の民間人顧問との対立、そしてドイツ国通商省との対立が原因で翌年5月には解任された。中国側にとっては、クリーベルは自国の権益ばかり主張して外交的行動に欠けており、ドイツ人民間顧問にすればクリーベルはその経歴は好ましいものではなく、最初から就任に反対であった。クリーベルの後任にはやはり参謀本部当時の旧知であるゲオルク・ヴェッツェルが就任した。しかしクリーベルは軍事顧問の一員として1933年まで中国に留まった。
王制主義者であるクリーベルはナチスから距離を置いていたが、その勢力伸長を目の当たりにして1930年1月にナチスに入党した。ナチス政権樹立後の1933年12月にはその入党時期が1928年に遡及され、さらに1938年には既に1922年11月に入党していたというふうに修正された。これは右翼運動の古参であるクリーベルが当初からナチスを支持していたように見せかけるための書き換え行為だった。

### 外交官
突撃隊中将になったクリーベルは、突撃隊連絡官としてドイツ外務省で働くことになった。1934年4月、ヒトラーの特別な指示により駐上海総領事館の第一等総領事に任命された。その任務は中国に住むドイツ市民の法的・文化的・学術的問題への対応であった。「ヒトラーの古い戦友」という権威を利用して、クリーベルは現地の党内抗争を終結させることに成功した。またヒトラーの旧友という評判を利用して、中国政府からあるドイツ人顧問が解雇された際は、ヒトラーに直接連絡して中国側に抗議している。
一方外務省や国民啓蒙・宣伝省は、クリーベルの中国に対する高い評価を信頼していなかった。ヨーゼフ・ゲッベルス宣伝相は「クリーベルは私に東アジアの話をした。彼はぶれなく中国に賭けている。随分と長い間だが、それは全く間違っている」と記している。このためクリーベルとの対立が生まれた。ヒトラーの副官だったフリッツ・ヴィーデマンによると、上海から帰国したクリーベルは「ヒトラー総統は二人を銃殺するべきだ。それはリッブとゲッベルスだ。この二人が我々の外交をいかに損なっているかは言うまでもない」と高言していたという。この当時、訪問者に対しては失望と倦怠をあらわにしていたという。ヒトラーに対しても期待しなくなり、1937年10月に休職扱いとなりドイツに帰国した。これは明らかに、当時のドイツによる日本寄りの外交に対し、クリーベルが何度も反対する手紙をヒトラーに送りつけた結果であった。
その後のクリーベルの仕事ぶりは明らかではない。クリーベルは将来に不安を持ちながらも大使職を希望していた。しかしヒトラーはクリーベルを許さなかった。「クリーベルは私に駐ブルガリア大使などへの任命を望んでいるようだが、そのような重職にもはや彼が就くことはない」と副官ヴィーデマンの前で発言している。1年以上の待命ののち、1939年1月にクリーベルは復職し、4月に外務省人事部長に任命されたが、それは政治的影響力のないポストだった。クリーベルはその死去までこの職にあった。
1938年4月の「大ドイツ帝国議会」選挙において、クリーベルは総統指名リストに載り、議員に当選した。第二次世界大戦中の1940年9月に65歳の誕生日を祝して大佐の称号を、翌年1月には大使の称号を贈られた。それから4週間後にミュンヘンで死去し、ヒトラー、ヘルマン・ゲーリング、ゲッベルス、ルドルフ・ヘスらが参列した宣伝相主催の葬儀ののち、オーバーバイエルンのニーダーアシャウに埋葬された。「ヒトラーと共に1年間獄中にあった人物にしては、小さすぎるキャリアだった」と歴史家エルヴィン・ヴィッカートは評している。

## 家族
クリーベルの息子ライナー（de:Rainer Kriebel1908年～1989年）は軍人となり、一時ラインハルト・ゲーレンの率いる東方外国軍課に勤務した。第二次世界大戦後はその経験を生かしてアメリカ軍の情報機関に勤務した。その後父と同様に軍事顧問として1950年代にシリアに赴き、イスラエルとの戦争が出来るようシリア軍を訓練した。のちに西ドイツの駐在武官としてカイロに赴任した。